# لشکر ۲۳ تکاور
لشکر ۲۳ تکاور پرندک یگان تکاوری زیرمجموعه ‌نیروی زمینی ارتش است، که قرارگاه مرکزی آن در منطقه پرندک، شهرستان رباط‌کریم مستقر می‌باشد. پیشینه شکل‌گیری لشکر ۲۳ تکاور به سال ۱۳۳۸ بازمی‌گردد، که تحت عنوان تیپ ۲۳ نیروهای ویژه فعالیت خود را آغاز کرد، پس از انقلاب ۱۳۵۷، از تیپ به لشکر ارتقا یافت. در سال ۱۳۷۱ تیپ ۶۵ نوهد از سازمان این لشکر جدا شد و بصورت یگانی مستقل درآمد. لشکر ۲۳ تکاور هم‌اکنون دارای ۲ تیپ تابعه با نام‌های تیپ ۱۲۳ تکاور پرندک و تیپ ۲۲۳ نیرو مخصوص می‌باشد. هم‌اکنون سرتیپ‌دوم اکبر نجفی فرماندهی لشکر ۲۳ تکاور را برعهده دارد.

## پیشینه
دهه ۱۳۳۰ شمسی، ارتش شاهنشاهی ایران به فکر تأسیس یگانی تکاوری افتاد، بدین منظور شاه به منوچهر خسروداد این مأموریت را داد تا یگانی تکاوری تأسیس کند. این یگان ابتدا در سال ۱۳۳۸ به صورت تیپ تکاوری تأسیس شد و نامش را تیپ ۲۳ نیروهای ویژه گذاشتند که مشتمل بر ۵ گردان عملیاتی، یک گردان پشتیبانی، یک دسته مخابرات و گروهان قرارگاه و آموزشگاه جنگ‌های نامنظم بود. این یگان در سال ۱۳۴۹ به «تیپ ۲۳ نیروهای ویژه هوابرد» تغییر نام داد و یک سال پس از آن، دو یگان دیگر به نام‌های «رهایی گروگان» و گروهان «عملیات روانی» نیز به ساختار تیپ ۲۳ اضافه شد. مقر اصلی این تیپ در پادگان نظامی باغشاه (پادگان حر) قرار داشت.
پس از وقوع انقلاب ۱۳۵۷ این تیپ تبدیل به لشکر شد و نامش را لشکر ۲۳ تکاور پرندک نامیدند. این لشکر ابتدا مشتمل بر سه تیپ بود.
پس از پایان جنگ، با دستور فرمانده کل قوا در سال ۱۳۷۰، تیپ ۶۵ (سومین تیپ از لشکر تکاور مشتمل به ۳ گردان ۷۴۵، ۷۴۸ و ۱۵۴) از لشکر ۲۳ جدا شده و به صورت مستقل درآمد. پس از جدایی، عنوان تیپ ۶۵ نوهد برای آن انتخاب شد و از سال ۱۳۷۱ فعالیت تخصصی خود را آغاز کرد. در همان زمان رنگ رسمی کلاه لباس سربازان، سبز انتخاب شد؛ که موجب شد این نیروها در ارتش ایران «کلاه سبزها» لقب بگیرند.